# Valentín Mariano José Castellanos Giménez
Valentín Mariano José Castellanos Giménez (Guaymallén, Mendoza, 3 d'octubre de 1998), també conegut com a Taty Castellanos, és un futbolista argentí. Juga de davanter a la SS Lazio.

## Trajectòria

### Inicis
Va començar la seva carrera en l'acadèmia juvenil de la Universitat de Xile. Va debutar amb la categoria absoluta en la Copa Sud-americana 2017 davant el Corinthians. Després es va traslladar al Montevideo City Torque cedit durant un any al juliol de 2017. Mentre va estar cedit va ser un dels jugadors clar per a guanyar el títol de Segona Divisió i assegurar l'ascens a la màxima categoria de l'Uruguai. L'1 de juliol de 2018 es va fer permanent el seu trasllat des de la Universitat de Xile cap a Torque.

### New York City
El 27 de juliol de 2018 va fitxar cedit pel New York City FC de la Major League Soccer fins al final de la temporada 2018. En el seu primer partit amb el New York City FC va ser titular per al club i va marcar un gol contra el Vancouver Whitecaps. El New York City va exercir la seva opció de compra el 29 de novembre de 2018, abans de la temporada 2019.
En 2019 va tenir un paper important en l'atac del New York City, marcant 11 vegades i agregant set assistències en 30 partits. Aquesta forma va ajudar el club a acabar en el cim de la classificació de la Conferència Est i qualificar per a la seva primera Lliga de Campions CONCACAF.
El 2020 va decaure en la seva producció, marcant sis gols i sumant tres assistències en 22 partits durant una temporada escurçada per la pandèmia de COVID-19. El New York City acabaria cinquè en la classificació de la Conferència Est.
Castellanos va poder acabar de manera molt més consistent durant la temporada 2021, començant amb convertir-se en el cinquè jugador en la història de la MLS a marcar en cadascun dels primers quatre partits del seu club. Poc després d'aquesta fita, el 13 de maig de 2021, Castellanos va signar un nou contracte amb el New York City que el mantindria vinculat fins a 2025. Castellanos novament va tenir un paper important en l'atac del New York City durant la temporada 2021, mostrant una millora en el seu moviment, capacitat de creació i finalització. Va ser especialment bo prop del final de la temporada, marcant 12 gols en els últims 14 partits del NYCFC. Durant aquest període, va ser guardonat amb el Jugador del Mes de la MLS d'agost i el Jugador del Mes del New York City d'agost i setembre. Va acabar la temporada com el màxim golejador de l'equip amb 19 gols i va agregar vuit assistències, guanyant la Bota d'Or de la MLS. Castellanos també va liderar la lliga tant en tirs com en tirs a l'arc, amb 132 i 57 respectivament. Castellanos marcaria en les seves 3 aparicions en els Playoffs de la MLS Cup 2021, inclòs el primer partit que New York City va guanyar per penals i li va donar a Castellanos el primer trofeu nacional de la seva carrera.

### Girona FC
El 25 de juliol de 2022 es va fer oficial el seu fitxatge pel Girona F. C. en qualitat de cedit per a tota la temporada. El 25 d'abril de 2023 li marca 4 gols al Reial Madrid C.F., sent el primer futbolista en més de 75 anys a marcar-li aquesta quantitat a l'equip Madrileny en lliga des del desembre de 1947, quan Esteban Echevarría va marcar-li cinc gols pel Reial Oviedo en una victòria dels asturians per 7–1.

### Lazio
El 21 de juliol de 2023, Castellanos va fitxar per la SS Lazio de la Serie A.

## Internacional

### Sub-23
A l'octubre de 2019 va ser convocat per primera vegada a la selecció de futbol sub-23 de l'Argentina per a jugar dos partits amistosos contra Mèxic.

### Participacions sub-23
| Torneig                     | Seu      | Resultat | Partits | Gols |
| --------------------------- | -------- | -------- | ------- | ---- |
| Preolímpic Sud-americà 2020 | Colòmbia | Campió   | 5       | 0    |

## Estadístiques

### Clubs
Actualitzat a l'últim partit disputat el 25 d'abril del 2023.
| Club                                       | Div.          | Temporada     | Lliga | Lliga | Lliga  | Copes nacionals | Copes nacionals | Copes nacionals | Copes internacionals | Copes internacionals | Copes internacionals | Total | Total | Total  |
| Club                                       | Div.          | Temporada     | Part. | Gols  | Asist. | Part.           | Gols            | Asist.          | Part.                | Gols                 | Asist.               | Part. | Gols  | Asist. |
| ------------------------------------------ | ------------- | ------------- | ----- | ----- | ------ | --------------- | --------------- | --------------- | -------------------- | -------------------- | -------------------- | ----- | ----- | ------ |
| Club Universitat de Xile · Xile            | 1a            | 2016-17       | 0     | 0     | 0      | 0               | 0               | 0               | 1                    | 0                    | 0                    | 1     | 0     | 0      |
| Club Universitat de Xile · Xile            | Total club    | Total club    | 0     | 0     | 0      | 0               | 0               | 0               | 1                    | 0                    | 0                    | 1     | 0     | 0      |
| Montevideo City Torque · Uruguai           | 2.ª           | 2017          | 11    | 2     | 0      | —               | —               | —               | —                    | —                    | —                    | 11    | 2     | 0      |
| Montevideo City Torque · Uruguai           | 1a            | 2018          | 19    | 3     | 0      | 0               | 0               | 0               | —                    | —                    | —                    | 19    | 3     | 0      |
| Montevideo City Torque · Uruguai           | Total club    | Total club    | 30    | 5     | 0      | 0               | 0               | 0               | 0                    | 0                    | 0                    | 30    | 5     | 0      |
| New York City Football Club · Estats Units | 1a            | 2018          | 10    | 1     | 0      | 0               | 0               | 0               | —                    | —                    | —                    | 10    | 1     | 0      |
| New York City Football Club · Estats Units | 1a            | 2019          | 31    | 11    | 8      | 3               | 0               | 0               | —                    | —                    | —                    | 34    | 11    | 8      |
| New York City Football Club · Estats Units | 1a            | 2020          | 25    | 7     | 2      | 0               | 0               | 0               | 4                    | 0                    | 0                    | 29    | 7     | 2      |
| New York City Football Club · Estats Units | 1a            | 2021          | 35    | 22    | 8      | 0               | 0               | 0               | —                    | —                    | —                    | 36    | 23    | 8      |
| New York City Football Club · Estats Units | 1a            | 2022          | 17    | 13    | 2      | 2               | 0               | 0               | 6                    | 4                    | 4                    | 25    | 17    | 6      |
| New York City Football Club · Estats Units | Total club    | Total club    | 118   | 54    | 20     | 5               | 0               | 0               | 10                   | 4                    | 4                    | 133   | 58    | 24     |
| Girona FC · Espanya                        | 1a            | 2022-23       | 29    | 11    | 0      | 2               | 1               | 0               | —                    | —                    | —                    | 31    | 12    | 0      |
| Girona FC · Espanya                        | Total club    | Total club    | 29    | 11    | 0      | 2               | 1               | 0               | 0                    | 0                    | 0                    | 31    | 12    | 0      |
| Total carrera                              | Total carrera | Total carrera | 177   | 70    | 20     | 7               | 1               | 0               | 11                   | 4                    | 4                    | 195   | 75    | 24     |

## Palmarès

### Campionats estatals
| Títol                       | Club                   | País         | Any  |
| --------------------------- | ---------------------- | ------------ | ---- |
| Segona Divisió de l'Uruguai | Montevideo City Torque | Uruguai      | 2017 |
| Conferència Est (MLS)       | Nova York City FC      | Estats Units | 2021 |
| MLS Cup                     | Nova York City FC      | Estats Units | 2021 |

### Campionats internacionals
| Títol                  | Club               | Seu      | Any  |
| ---------------------- | ------------------ | -------- | ---- |
| Preolímpic Sud-americà | l'Argentina sub-23 | Colòmbia | 2020 |

### Distincions individuals
| Distinció                                                             | Any  |
| --------------------------------------------------------------------- | ---- |
| Jove talent del mes de juny del Campionat Uruguaià de Primera Divisió | 2018 |
| Bota d'Or de la MLS                                                   | 2021 |
| MLS Best XI                                                           | 2021 |